# Rennes-sur-Loue
Rennes-sur-Loue är en kommun i departementet Doubs i regionen Bourgogne-Franche-Comté i östra Frankrike. Kommunen ligger i kantonen Quingey som tillhör arrondissementet Besançon. År 2022 hade Rennes-sur-Loue 107 invånare.

## Befolkningsutveckling
Antalet invånare i kommunen Rennes-sur-Loue
Referens:INSEE